# Shining Force
 (octobre 2019).
Si vous disposez d'ouvrages ou d'articles de référence ou si vous connaissez des sites web de qualité traitant du thème abordé ici, merci de compléter l'article en donnant les références utiles à sa vérifiabilité et en les liant à la section « Notes et références ».
Shining Force (ou Shining Force: The Legacy of Great Intention, titre original japonais : シャイニング・フォース) est un tactical RPG de Sega sorti sur Mega Drive en 1992 au Japon. Il s'agit du second épisode de la série Shining mais du premier sous forme de tactical. C'est le premier tactical RPG sorti en Europe, en 1993.

## Système de jeu
Le joueur dirige une équipe (la Shining Force) de combattants ou magiciens aux compétences diverses. Le jeu se décompose en deux phases : 
- une partie « aventure », classique, ou le joueur explore des villes, achète et vend des objets, parle à différents personnages et progresse dans le scénario ;
- les combats se déroulent au tour par tour et le joueur déplace les personnages de son équipe, attaque les ennemis, lance des sorts, etc. Le terrain de jeu est représenté en cases, avec leurs caractéristiques de défense et d'attaque. Comme dans un jeu de rôle, les personnages du joueur évoluent avec l'expérience et ont un équipement spécifique. Lors du déclenchement d'une attaque, du lancement d'un sort ou de l'utilisation d'un objet sur le champ de bataille, la caméra vient se placer derrière le personnage de l'équipe du joueur, ce qui donne un rendu très dynamique à l'action.

## Personnages
Classe (promotion)
- Epéiste (Hero) : Max
- Chevalier (Paladin) : Ken, Mae, Arthur, Pelle, Vankar, Earnest
- Guerisseur(Pasteur) : Lowe, Khris, Torasu
- Mage (Sorcier) : Tao, Anri, Alef
- Birdman (Chevalier du Ciel) : Balbaroy, Amon
- Guerrier (Gladiateur) : Luke, Gort
- Archer (Maître Archer) : Hans, Diane
- Chevalier Ailé (Seigneur du Ciel) : Kokichi
- Chevalier Assaut (Chevalier Assaut) : Lyle
- Chevalier Brume (Baron Brume) : Guntz
- Dragon (Grand Dragon) : Bleu
- Loup-Garou (Baron Loup) : Zylo
- Moine (Maître Moine) : Gong
- Robot (Cyborg) : Adam
- Assassin (Terminator) : Zuika
- Ninja (N\A) : Hanzou
- Œuf magique (N\A) : Domingo
- Samurai (N\A) : Musashi
- Yogurt (N\A) : Jogurt

## Équipe de développement
- Scénario : Masaki Wachi, Kenji Orimo, Haruki Kodra, Hiroyuki Takahashi
- Assistant scénario : Ritsuko Hisasue, Tadashi Iwasa
- Game Design : Hiroyuki Takahashi
- Programmeurs : Yasuhiro Taguchi, Yoshinori Tagawa, Naitoh, Haruki Kodera
- Character Designs : Yoshitaka Tamaki
- Graphics Director : Hidehiro Yoshida, Yoshitaka Tamaki
- Compositeur des musiques : Masahiko Yoshimura
- Effets sonores : Dougen Shibuya, Enzan Shibuya
- Réalisateur : Yasuhiro Taguchi, Kenji Orimo
- Producteur : Hiroyuki Takahashi
- Design des graphismes : Hidehiro Yoshida, Yoshitaka Tamaki, Ryushiro Miyazaki, 1610. Nakashima, Hirotada Kakusaken, Mizuho Mochizuki, Yojiro Hirashita, Ryutaro Ishimatu